# Straßenbahn auf Malta

Streckennetz der maltesischen Straßenbahn

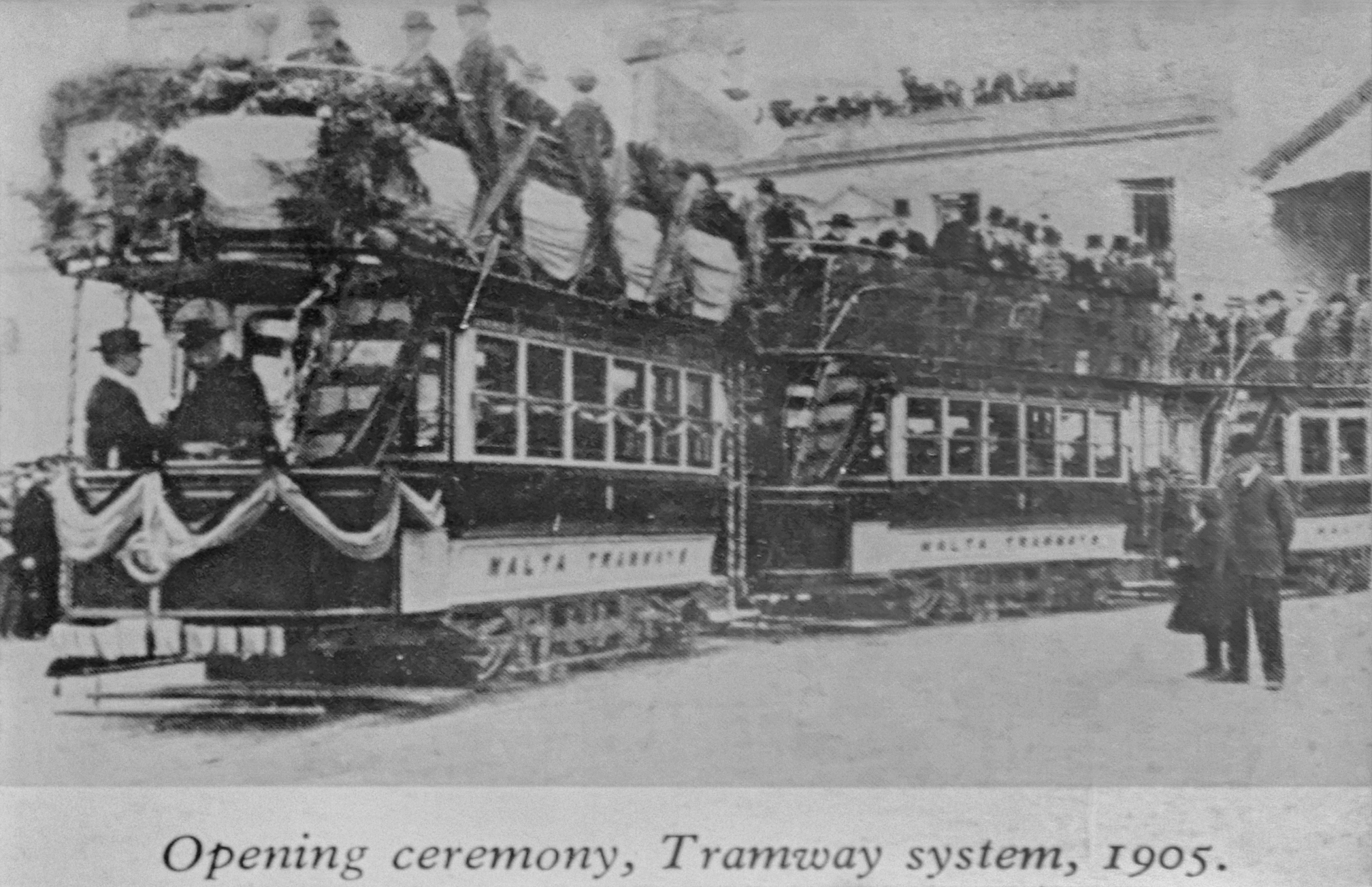
Eröffnungszeremonie 1905

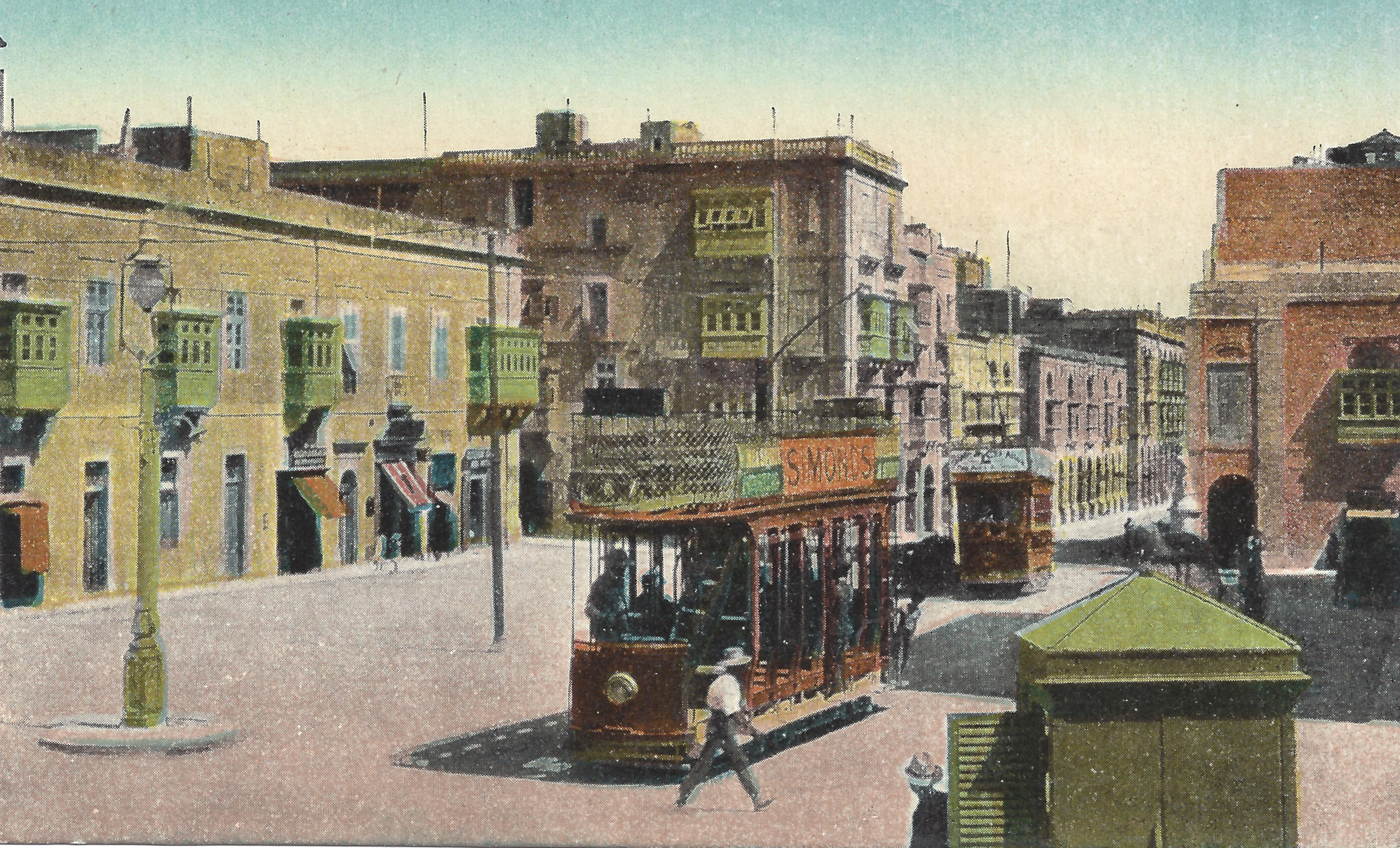
Straßenbahn in Floriana, Valletta vor 1929

Die Straßenbahn auf Malta wurde elektrisch betrieben und verkehrte seit dem 23. Februar 1905. Rechtlicher Träger war eine 1903 gegründete Gesellschaft. Es handelte sich um ein meterspuriges Netz. Gefahren wurde mit Doppelstockwagen, die zu den Seiten und auf dem Oberdeck offen waren.
Die Straßenbahn verkehrte zunächst mit zwei Linien, die später um eine dritte ergänzt wurde:
1. Valletta – Marsa – Paola – Cospicua
2. Valletta – Ħamrun – Qormi – Żebbuġ
3. Valletta – Ħamrun – Birkirkara

Eine ursprünglich vorgesehene Verlängerung der Strecke nach Mosta scheint nicht mehr gebaut worden zu sein.
Die Strecken verliefen zum Teil parallel zur Bahnstrecke Valletta–Mdina, was wohl beide Verkehrssysteme nach dem Aufkommen von Automobil und Omnibussen in den Ruin trieb. Der Straßenbahnbetrieb wurde nach dem Bankrott der Gesellschaft am 15. Dezember 1929 eingestellt und die Infrastruktur später abgebaut.